# Аеросмит
„Аеросмит“ (на английски: Aerosmith) е рок група в Бостън, САЩ, считана за една от най-значимите в стила хардрок от 1970-те години.
През следващите десетилетия тя е определяща за развитието както на тежкия рок така и на хевиметъла, чрез техния оригинален, по американски образец, блус рок подход.
Групата е силно повлияна от блус ориентираните британски рок банди от края на 60-те и началото на 70-те. Във формацията се усеща и силно влияние от имена като Крийм, Лед Цепелин, първата група на Джеф Бек и най-вече Ролинг Стоунс (моделът Мик Джагър/Кийт Ричардс напомня този на Стивън Тайлър/Джо Пери).
Групата е основана в Бостън, в щата Масачузетс, през 1970 година. Китаристът Джо Пери и бас-китаристът Том Хемилтън са първоначално заедно в група, наречена Джем Бенд, и се срещат с певеца Стивън Тайлър, барабаниста Джоуи Кремър и китариста Рей Табано. Така се сформира рок групата „Аеросмит“. През 1971 г. Табано е заменен с Брад Уитфорд и групата започва да си създава поклонничество в Бостън.
Подписват договор с Кълъмбия Рекърдс през 1972 г. и издават низ от многоплатинени албуми, започвайки с Aerosmith и Get Your Wings (1974). През 1975 г. пробиват в мейнстрийма с албума Toys In The Attic, а Rocks утвърждава статута им на звезди на хардрока. Това е последвано от два албума през 1977 и 1979 г. Бандата свири на множество концерти през 70-те и успява да пласира поредица от сингли в Хот 100. До края на десетилетието, те вече са се превърнали в една от най-популярните хардрок групи в света и имат верни последователи, които често биват наричани Синята армия. Наркотичните зависимости и вътрешните конфликти, обаче, оказват негативно влияние върху развитието на групата, и Пери и Уитфорд напускат през 1979 и 1981 съответно. Тяхното място е заето от Джими Креспо и Рик Дъфи. Бандата не върви добре от 1980 до 1984 и в този период издава един-единствен албум, Rock in a Hard Place, който придобива златен статут, но не постига предишните успехи.
Пери и Уитфорд се връщат през 1984 г. и групата подписва нов договор с Гефън Рекърдс. Те правят турне по случай обединяването си и записват Done With Mirrors (1985), което е посрещнато добронамерено от критиката, но не задоволява комерсиалните очаквания. Намират търсения успех едва след като си сътрудничат с рап групата Рън Ди Ем Си през 1986, последван от албума от 1987 г. Permanent Vacation. В края на 80-те и 90-те регистрират няколко хита и печелят различни награди за Pump (1989), Get A Grip (1993) и Nine Lives (1997). Бандата се превръща във феномен от популярната култура, намирайки израз в участия по телевизията, във филми и в компютърни игри. Тяхното завръщане е определяно като едно от най-паметните и зрелищни събития в историята на рокендрола. По-нататък през 2001 и 2004 са издадени нови албуми. С изключение на 2008 г., бандата прави турнета през всяка година от първото десетилетие на 21 век. Последният албум на групата, наречен Music From Another Dimension!, е издаден на 6 ноември 2012 г.
„Аеросмит“ е групата с най-добри продажби в историята на американския рокендрол, тъй като е продала над 150 милиона копия от албумите си по света. Само в САЩ са продадени 66,5 млн. бройки. Освен това те притежават рекорда за най-много златни и многоплатинени албуми за американска група. Имат 21 хита в Топ 40 на билбордския Хот 100, девет хита в Мейнстрийм Рок, четири награди Грами и десет награди за музикален клип на Ем Ти Ви. През 2001 г. са удостоени с място в Залата на славата на рокендрола. Включени са в класациите на Ролинг Стоун и Ви Ейч Уан за 100-те най-велики творци на всички времена.

## История

### Формиране
„Аеросмит“ се събират през 1970 г. когато вокалистът Стивън Тайлър (р. Стивън Виктор Таларика, 26 март 1948 г. в град Ню Йорк, САЩ) се присъединява към Джо Пери (р. 10 септември 1950 г. в Бостън, Масачузетс, САЩ; китара) и Том Хамилтън (р. 31 декември 1951 г. в Колорадо Спрингс, Колорадо, САЩ; (бас) в „Чейн Риекшън“ (англ. Chain Reaction) – една амбициозна група, базирана в Ню Хампшър. Джоуи Кремър (р. 21 юни 1950 г., Ню Йорк; САЩ; (ударни) и Рей Табано (китара) попълнили първоначалния състав, но последния бил заменен от Брат Уитфорд (р. 23 февруари 1952 г. в Уинчестър, Масачузетс, САЩ).

### Възход
Тяхната популярност около Бостън довела до подписване на договор за запис с Кълъмбия Рекърдс (англ. Columbia Records) и през 1973 г. Аеросмит си осигуряват второ място в специализирана класация с едноименния си албум. Въпреки че съпровождащият сингъл „Dream on“ първоналчално стигнал до 59-о място, по-късно парчето става хит в Top 10, след преиздаването си през 1976 г. Get Your Wings представя плодотворно сътрудничество с продуцента Джек Дъглас. Турнетата на групата в Щатите направили квинтета първостепенна атракция, място, което те укрепили с високо успешния Toys In The Attic, продал повече от 6 милиона бройки. Четвъртият албум достига платинен статус само месец след издаването си. „Аеросмит“ запазват своето превъзхождащо място с Draw The Line и силния Live!Bootleg, но въпреки одобрението на публиката, не успяват да получат одобрението на много критици. Те нарекли групата „производна“ от „Лед Цепелин“. Физическата прилика на Тайлър с Мик Джагър и отношенията между него и китариста Пери вдъхновили сравнения с „Ролинг Стоунс“.

### Разпадане
През 1978 г. „Аеросмит“ предприемат турне в Америка, в опит да намалят скоростта на своето разписание. Те се появяват в злополучния филм „Sgt. Pepper's Lonely Heart Club Band“ и въпреки че тяхната възбуждаща версия на „Come Together“ влиза в US Top 30, напрежението между Тайлър и Пери се оказа непоправимо. Китаристът напуска групата след издаването на разочароващия Night In The Ruts и впоследствие основава Джо Пери Проуджект. Джими Креспоу се присъединява към Аеросмит през 1980 г., но на следващата година Брад Уитфорд напуска, за да гони нова кариера с бившия музикант при Тед Нюджънт – Дерек Сейнт Хоумс. Новодошлият Рик Дъфи дебютира с Rock In The Hard Place, но този безинтересен албум не успява да пресъздаде огъня на класическите тави на групата.

### Повторно събиране
Контактите между групата и Пери и Уитфорд са възобновени по време на едно турне през 1984 г. Противоречията са оставени настрана и следната година групата свири отново в най-трайния си състав. Done With Mirrors е внимателен повторен опит, след което Тайлър и Пери се подлагат на успешна възстановителна програма, за да се отърват от зависимостта си от наркотиците и алкохола. През 1986 г. те акомпанират на рапърите Рън Ди Ем Си в „Walk This Way“, парче на Аеросмит от Toys In The Attic и бивш хит на US Top 10. Колаборацията става международен хит и отново запалва интереса към Аеросмит. Parmanent Vacation става един от най-продаваните техни албуми и първият, който влиза в британската класация, докато силно акламираният Pump подчертава тяхното съживяване. Чествани от ново поколение изпълнители включително от „Гънс Ен Роузес“, квинтетът сега се възприема като „стара група“, но последните му записи показват, че той води с примера си. Аеросмит подписват нов договор със Sony Music. Групата получава Грами за клипа „Janie's Got A Gun“. Pandora's Box е следващото нещо, което Аеросмит издава и включва три диска. През септември] печелят награда от MTV Music Awards. Излиза албумът Get A Grip, който включва едни от най-големите хитове като „Livin' on the Edge“, „Cryin'“ и „Crazy“. Аеросмит никога не са били толкова известни и с такъв успех. Излизането на следващия им албум Nine Lives е белязан от редица неудачи, включващи уволняването на мениджъра Тим Колинс. „Nine Lives“ е силно критикуван и бързо пада в класациите. В края на 90-те излизат няколко албума, но те са последвани от нов спад в популярността на групата и критика. Най-успешният хит на Aerosmith за 1990-те е песента към филма Армагедон – „I Don’t Want to Miss a Thing“.
Блус албумът им Honkin’ on Bobo излиза на пазара на 30 март 2004 г.

## Състав
| Настоящи членове - Стивън Тайлър – вокали (1970- ) - Том Хамилтън – бас (1970- ) - Джоуи Крамър – барабани (1970- ) - Джо Пери – китара (1970 – 1979; 1984- ) - Брад Уитфорд – китара (1971 – 1981; 1984- ) |  | Предишни членове - Рей Табано – китара (1970 – 1971) - Джими Креспо – китара (1979 – 1984) - Рик Дъфи – китара (1981 – 1984) |

## Дискография

### Албуми
- Aerosmith (1973)
- Get Your Wings (1974)
- Toys in the Attic (1975)
- Rocks (1976)
- Draw the Line (1977)
- Night in the Ruts (1979)
- Rock in a Hard Place (1982)
- Done with Mirrors (1985)
- Permanent Vacation (1987)
- Pump (1989)
- Get a Grip (1993)
- Nine Lives (1997)
- Just Push Play (2001)
- Honkin' on Bobo (2004)
- Music From Another Dimension! (2012)